# أنيس الحجري
أنيس الحجري (بالألمانية: Enis Hajri)‏ (6 مارس 1983 مدينة مساكن في تونس) هو لاعب كرة قدم ألماني في مركز الدفاع.
لعب أنس مع ألمانيا آخن والنادي الرياضي الصفاقسي وفالدهوف مانهايم ونادي دويسبورغ ونادي كايزرسلاوترن ونادي هينان جيانيي ونادي هامبورغ 08 وPSFC Chernomorets Burgas ‏ وSpVgg Ludwigsburg ‏ ونادي أوغيرسهايم ‏، وكان قد انضم إلى نادي دويسبورغ من 2014 حتى غادرها في 2019.

## روابط خارجية
- أنيس الحجري على موقع قاعدة بيانات كرة القدم.إي يو (الإنجليزية)
- أنيس الحجري على موقع Soccerway.com (الإنجليزية)
- أنيس الحجري على موقع عالم كرة القدم.نت (الإنجليزية)